# United Press (association)
La United Press (association) était une agence de presse américaine concurrente de la New York Associated Press et de la Western Associated Press, fondée en 1882 par cinq quotidiens américains, sous forme associative. Elle n'a rien à voir avec United Press International (UPI), fondée 25 ans plus tard, en 1907 par Edward Willis Scripps sous un nom quasiment identique, United Press Association, et rebaptisée United Press, puis en 1959 United Press International.
La United Press de 1882 a été affaiblie dès 1892 par la révélation d'un scandale d'entente duopolitique avec la New York Associated Press. Elle sera liquidée en 1895 et plusieurs de ses membres sont absorbés par la nouvelle Associated Press réunie. L'affaire éclate deux ans après le Sherman Antitrust Act du 2 juillet 1890, première tentative du gouvernement américain de limiter les comportements anticoncurrentiels

## Histoire

### La fondation, dans un contexte d'ouverture des marchés
Les cinq quotidiens américains formant la United Press (association) en 1882 sont le Boston Globe, le Chicago Herald, le New York Daily News, le Public Ledger de Philadelphie et The Detroit News. 
Ce dernier titre avait été fondé par James Edmund Scripps (1835–1906), dont le frère Edward Willis Scripps avait tenté de créer sans succès en 1880, deux ans avant, une première chaîne de journaux américains, capable de s'affranchir partiellement de la New York Associated Press, déjà bousculée par Western Associated Press de Chicago. La famille Scripps, progressiste, réussit alors une percée dans le Michigan, qui comme la région de Chicago s'industrialise.
La création de cette United Press se produit alors que le paysage se transforme aussi dans les infrastructures télégraphiques: il y a désormais trois sociétés rivales, qui font chuter de moitié le coût des transmissions. La Postal Telegraph Company, créé en 1881, concurrence la Western Union de Jay Gould, dont le monopole avait longtemps été accusée de bloquer la croissance. Dès 1983, le marché est aussi relancé par l'arrivée de la Commercial Cable Company de James Gordon Bennett senior et John William Mackay, héros de la saga du Comstock Lode, dans le Nevada.
L'un des cadres de l'agence est Walter P. Phillips, l'opérateur de télégraphe ayant inventé un procédé permettant d'accélérer les communications télégraphiques, le "code Phillips", utilisé dès 1983 par la Mutual Telegraph Company.

### Le pacte secret avec New York
Après seulement trois ans d’activité, la nouvelle United Press (association) est capable de rivaliser avec la première agence du pays, la New York Associated Press. Celle-ci s’inquiète, décidant en 1985 de passer une série de pactes secrets avec cette nouvelle venue, afin de ne pas se concurrencer et d’échanger des nouvelles d’un secteur à l’autre. Mais cette alliance discrète ne suffit pas à enrayer la puissance montante d'un troisième larron, la Western Associated Press : même si elle est basée dans l’Illinois, la plupart des journaux de Baltimore et Philadelphie, sur la côte Atlantique, s'y affilient. 
En 1889, la "Ligue Scripps-MacRae" que viennent de fonder Edward Willis Scripps (1854 – 1926) et Milton A. McRae pour les trois journaux qu'ils ont à Saint-Louis, Cincinnati et Covington (Kentucky) créent un service pour compléter les dépêches de la United Press (association) En 1891, le New York Sun and Tribune quitte la New York Associated Press pour rejoindre la United Press (association), qui fédère désormais tous les quotidiens de New York, sauf le New York World, y compris New York Herald de James Gordon Bennett senior, l'un des fondateurs emblématiques de la New York Associated Press, qui est presque devenue une coquille vide.

### La contre-attaque de Chicago
La Western Associated Press a entre-temps découvert le pacte passé en 1885. Des investigations commerciales sont lancées par Victor R. Lawson, patron du Chicago Daily News, fondé en 1872 par Melville Stone, également à l'origine de la Western Associated Press (WAP). En 1892, elles révèlent que la NYAP a passé des accords secrets avec United Press (association). C'est un scandale national, deux ans après le Sherman Anti-Trust Act du 2 juillet 1890, première tentative du gouvernement américain de limiter les comportements anticoncurrentiels.

### Dénouement, un seul réseau national d'agence de presse
La Western Associated Press en prend prétexte pour exiger une réorganisation, aboutissant à la création d’une seule et même Associated Press, constituée autour d'elle-même, et basée dans l’Illinois. De 1892 à 1897 l'oppose une guerre contre ce qui reste de la United Press (association), qui est finalement contrainte à liquidation en 1897, après avoir été abandonnée par James Gordon Bennett senior À sa liquidation, l'empire de presse Scripps-Howard décide cependant de créer sa propre agence de presse télégraphique, mais sur la côte Ouest, là où l'UP n'était pas implantée.
Mais en 1900, la nouvelle Associated Press est cette fois battue, lors de l'arrêt Inter Ocean Publishing contre Associated Press, qui stipule qu'un journal a tout à fait le droit d'adhérer à deux agences de presse concurrentes, car une agence de presse mondiale et généraliste comme AP est un service public, avant d'être aussi un simple groupe d'entreprises. Du coup l'Associated Press s'installe la même année à New York, où la loi est plus favorable au statut de coopérative qu'elle revendique désormais.
Pour sa part l'United Press (association) n'avait pas été dissoute en 1992, et avait accepté de rejoindre cette nouvelle Associated Press à dimension coopérative, jugeant plus efficace un réseau unique. Entre-temps, Edward Willis Scripps (1854 – 1926) et Milton A. McRae ont fondé en 1889 la "Ligue Scripps-MacRae", première étape de ce qui deviendra en 1907 UP, puis en 1959 United Press International.